# Maksim Tank

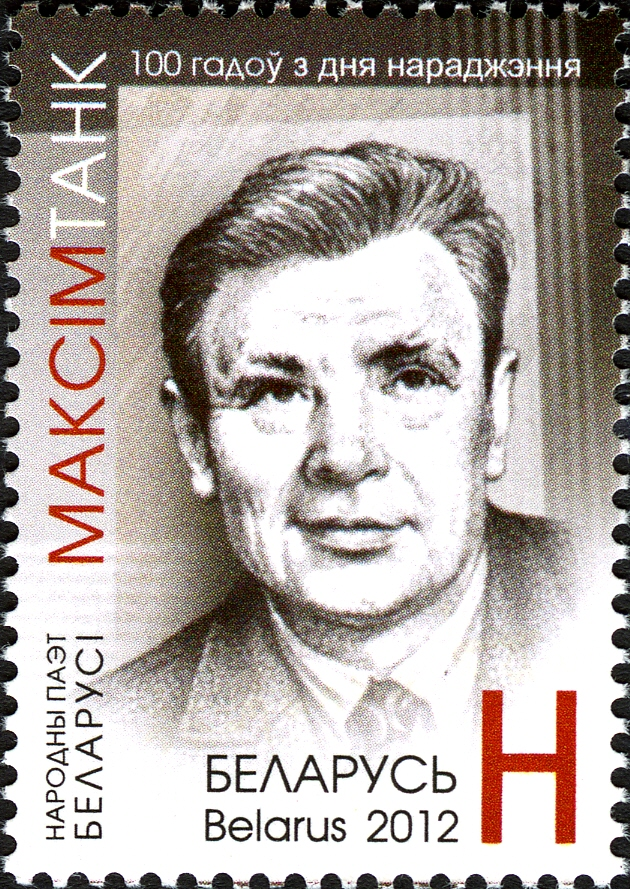
Briefmarke zum 100. Geburtstag von Maksim Tank

Maksim Tank, bürgerlich Jauhen Skurko (belarussisch Максі́м Танк, Яўген Іванавіч Скурко; * 4. Septemberjul. / 17. September 1912greg. in Pilkowschtschina, heute im Rajon Mjadsel, Minskaja Woblasz; † 7. August 1995) war ein Lyriker und Schriftsteller in West-Belarus.

## Leben
Maksim Tank stammte aus einer bäuerlichen Familie. 1914 musste er mit seiner Familie nach Moskau ausreisen. Dort besuchte er die Grundschule. 1921 kehrte er mit seiner Familie in die Heimat zurück und besuchte das russische und belarussische Gymnasium in Vilnius.
1927 trat er dem Komsomol, der Jugendorganisation der KPdSU bei, nahm an Demonstrationen teil und war sehr aktiv in der illegalen kommunistischen Partei von West-Belarus. Deshalb wurde er 1933 zu sechs Jahren Gefängnis verurteilt. Das Berufungsgericht verringerte die Strafe jedoch auf zwei Jahre auf Bewährung.
Tanks erstes Gedicht erschien in der illegalen Zeitschrift „Pralom“ 1931. Nach seiner Freilassung 1934 publizierte er weiter legale sowie illegale kommunistische Werke. Seine erste Gedichtsammlung „Na etapach“ wurde 1936 von der kommunistischen Partei veröffentlicht. Sie wurde zwar kurz danach beschlagnahmt, hatte jedoch eine starke Wirkung auf viele Belarussen und andere Schriftsteller während der polnischen Besetzung. „Na etapach“ ist aber auch formal bemerkenswert und beinhaltet, wie all seine Werke, eine große Vielfalt an Themen, Genres und Metren.
Zu Beginn des Zweiten Weltkrieges befand sich Tank in Białystok. Er fuhr mit seiner Familie mit dem Zug in die Region Saratow und begann dort eine Ausbildung zum Berufsoffizier. Doch von der Führung wurde er nach Moskau geholt, wo er bei der Zeitung „Sowjetisches Belarus“ tätig war. Seit Sommer 1942 arbeitete Maksim Tank bei der satirischen Zeitung „Zerquetscht das faschistische Ungeziefer“. 1945 veröffentlicht er einige Gedichtbände, u. a. „Bereitet die Waffen vor“ und „Durch den feurigen Horizont“. Maksim Tank war bei verschiedenen Zeitschriften als Literatur-Redakteur beschäftigt. Von 1948 bis 1966 war er Chefredakteur der Zeitschrift „Die Flamme“. Hier kam sein organisatorisches Talent zum Vorschein.
Als Teilnehmer sowjetischer Delegationen reiste er zu dieser Zeit oft ins Ausland. So besuchte er fast alle volksdemokratischen Länder, die USA und Westeuropa, wo er fremde Kulturen und Länder kennenlernte und Erfahrungen austauschte. Außerdem übersetzte er viele Werke in die belarussische Sprache – insgesamt mehr als 160 Dichter, darunter auch Gorki, Majakowski, Adam Mickiewicz und viele mehr. Maksim Tank nahm auch am Ersten Weltfriedenskongress nach dem Zweiten Weltkrieg teil und vertrat die UdSSR drei Mal in der UNO. Von 1966 bis 1990 war er Vorsitzender des BSSR-Schriftstellerverbandes. Er setzte sich sehr für die Literatur ethnischer Minderheiten ein und ihrer Förderung in der UdSSR. Seit 1966 besetzte er mehrere wichtige Stellen, unter anderem war er Abgeordneter zum Obersten Sowjet, Mitglied des Zentralkomitees der kommunistischen Partei Belarus, Mitglied der Nationalen Akademie der Wissenschaften von Belarus und führte leitende Funktionen beim belarussischen Schriftstellerverband aus. Er starb am 7. August 1995.

„Er wird für immer ein außergewöhnliches Talent, ein genialer Dichter, ein weiser Mann bleiben. Nicht nur für Belarus, sondern auch für die gesamte slawische Literatur wird er ein Stern erster Größe bleiben.“

## Wirken
Tanks literarisches Vermächtnis ist untrennbar mit seiner Heimat und seinem Land, den historischen Phasen sowie den schmerzhaften Erfahrungen des belarussischen Volkes verbunden. Er schrieb: „Ich verbrachte oft die Tage und Nächte in der Nähe meiner Pinienbäume von Narochansky, wo alle meine Sorgen, wo alle meine Freude, wo alle meine Gedanken sind.“
Unter polnischer Herrschaft erschien seine Gedichtsammlung „Na etapach“ (In Etappen, 1936), „Žuravinavy cvet“ (Die Moosbeerblüte, 1937) und „Pad mačtaj“ (Unter dem Mast, 1938). Ebenso gab er die Poeme „Narač“ (1937) und „Kastus' Kalinouski“ (1938) heraus. Während des Kriegs arbeitete Maksim Tank an einem Partisanenpoem „Januk Sjaliba“ (1943). Und nach dem Krieg gab er fast jedes Jahr einen neuen Gedichtband heraus, darunter auch welche für Kinder.
Besonders an Tanks Lyrik ist die Originalität und Fülle der Strophen, der abwechslungsreiche Rhythmus und die Ausdruckskraft der Intonation. Später wandte er sich mehr philosophischen freien Versen zu. In seinem 1970 veröffentlichten Tagebuch „Listki kalendara“ (Kalenderblätter) wird die Zeit bis zur Eingliederung von West-Belarus in die Sowjetunion behandelt. Seine besten Gedichte wurden 1977 ins Russische übersetzt und in dem Buch „Pinien von Narochansky“ veröffentlicht. In Vilnius traf Maksim Tank auf viele andere bekannte Dichter und Denker, die sich gegenseitig bereicherten. Maksim Tanks Werke wurden als separate Ausgaben auf Russisch, Ukrainisch, Litauisch, Lettisch, Usbekisch, Tadschisch, Kasachisch, Polnisch, Bulgarisch und Koreanisch übersetzt.

„Tank gehört zweifellos zu den bedeutendsten weißrussischen Lyrikern. Idealismus, Gefühlstiefe, Bildhaftigkeit der Sprache und Musikalität des Verses sind Wesensmerkmale seiner Lyrik.“

„Maxim Tank […] war ein Schriftsteller von großem Talent, geprägt von tiefem Patriotismus und einzigartig. Er war ein König der Poesie, Dokumentarist, Schriftsteller, Übersetzter, ein bekannter politisch-sozialer Aktivist, Philosoph und Lyriker. Seine Poesie hat alle Farben und Worte des belarussischen Landes aufgesaugt und enthüllt ihr Originalität und Schönheit. Seine Kreativität wird über den Horizont seiner Zeit in einer neuen Ära an der Wende des 21. Jahrhunderts weiterbestehen.“

## Werke
- «На этапах» (1936, факсымільнае ў 1983, Менск) (Na etapach; dt.: In der Etappe)
- «Журавінавы цвет» (1937, Žuravinavy cvet; dt.: Kranichlicht)
- «Пад мачтай» (1938, Pad mačtaj; dt.: Unter dem Mast)
- «Вершы» (1947, 1948, Veršy; dt.: Gedichte)
- «У дарозе» (1954, U daroze; dt.: Auf der Straße/Unterwegs)
- «Лірыка» (1963, Liryka; dt.: Lyrik)
- «Дарога і хлеб» (1988; Daroha i chleb; dt.: Straße und Brot)
- «Паслухайце, вясна ідзе» (1990, Pasluchajce, vjasna idze; dt.: Hört, der Frühling kommt)
- In Schuschenskoje. Übers. Michail Schaiber. In: Sowjetliteratur 4/1976, S. 3 [Lyrik]

### Beiträge in Anthologien
- Die Begegnung; Im Regen; Ich liebe dich, Naratsch, die Buchten …; Die Dichtung; Auf der Brücke; Im Blumenladen; Der ferne Schnee; Die Mutter schickt …. Übers. Ferdinand Neureiter. In: Annus Albaruthenicus 2002. S. 131–136 [Lyrik]
- Herbarium. Übers. Natalie Sinner. In: Sowjetliteratur 2/1981, S. 4 f. [Lyrik]
- Auf der Brücke; Sonnenfinsternis; Mag sein, weil ich als Kind …; Am Brunnen wispern die Birken …; Schau, auch heute …; Weshalb es Abend wird. Übers. Thomas Weiler. In: Ostragehege 73-I/2014, S. 36 f. [Lyrik] ISSN 0947-1286
- Klassiker; Der Auslöser für ihren Zorn …; Bahne ich mir einen neuen Weg …; Epitaph. Übers. Thomas Weiler. In: Radar 1(9) 2014. S. 52–57 [Lyrik]
- Die Poesie; Das Denkmal. Übers. Waldemar Dege. In: Der flammende Dornbusch. Lyrik aus der Sowjetunion. Auswahl und Zusammenstellung von Wladimir Ognew, Berlin: Volk und Welt 1987, S. 257–258 [Lyrik]
- Das Treffen; Graue Hütten, Zäune und Tore …; Der Leier-Spieler; Dichtung; Glück; Mein tägliches Brot; Die Fensterscheiben des alten Hauses; Ferner Schnee. Übers. Ferdinand Neureiter. In: Weissrussische Anthologie. München: Sagner 1983. S. 169–177. [Lyrik]
- In Eisen, in Gold, in Granit. Übers. [aus dem Russischen] Johannes Warkentin. In: Sowjetliteratur 3/1983, S. 3. [Lyrik]
- Ich liebe Menschen, welche glauben…; Ich fahre gern im Schnellzug in der Nacht…; Die Nacht über Chatyn…; Wir beide können uns nicht entscheiden…; Geh ich einst von hinnen…; Silvesterabend; „Ich werde ewig lieben!“…; Achtlos knickte ich einen Birkenzweig…; Der Satz von der Erhaltung der Materie; Der Puls der Erde wird vom Seismographen festgebannt…; Das Glück, das schlichte, gemeine…; Manchmal, in meiner Jugend…; Was für ein Frühlingstag!… Übers. Sepp Österreicher. In: Sowjetliteratur 9/1982, S. 110–115. [Lyrik]
- Vor der Wanderschaft; Auf den Waagen der Seen; Ein gefundenes Hufeisen …; Die Bäume sterben …; Die neue Straße; Woher ist in die so viel Freude …; Die unvergesslichsten Träume …; Wenn du mich rufst. Übers. Natalie Sinner. In: Sowjetliteratur 1/1979, S. 134–138. [Lyrik]
- Maske; Sommerregen; Mit Dante stieg ich in die Hölle einst … Übers. k. A. In: Sowjetliteratur 10/1973, S. 144–146. [Lyrik]
- Sorg' mich um euch, Heimatregionen …; Gewiß, an allem schuld ist eine Axt allein (Übers. Franz Leschnitzer); Schon hat die Erde geheilt ihre Wunden (Übers. Sepp Österreicher). In: Sowjetliteratur 11/1972, S. 148 f. [Lyrik]
- Ein Menschenglück, schlicht, bescheiden …; Gewiß, an allem schuld ist eine Axt allein; Allnächtlich kocht Wasser … (Übers. Franz Leschnitzer); Fensterscheiben eines alten Hauses; Ich kannte Leute, die alles wussten (Übers. Klara Peters); Schon hat die Erde geheilt ihre Wunden … (Übers. Sepp Österreicher); Die Menschen werden verschieden geboren (Übers. Natalie Sinner). In: Sowjetliteratur 7/1967, S. 141–144. [Lyrik]